# Prostitutie in Rotterdam
Dit artikel geeft een overzicht van de geschiedenis van de prostitutie in Rotterdam.

## 19e eeuw
In de 19e eeuw waren er in het Scheepvaartkwartier vele cafés en bars waar zeelui en werklieden kwamen, en animeermeisjes die de klanten aanzetten tot flinke afname van consumpties waarna ze zich met de klant begaven naar een nabijgelegen uurhotelletje voor het afwerken. In een klein aantal straten werd in de negentiende eeuw gedoogd dat vrouwen zich aan de deur van hun eigen woning prostitueerden. Op 19 juni 1847 legde de Directeur van Policie in een dagorder vast dat ingeschreven prostituees zich periodiek moesten melden voor medisch onderzoek. Verzuimden ze dit dan dreigde plaatsing ‘in de policiewacht’. Prostituees en bordeelhouders werkten hier gewillig aan mee, ze hielden de machtige politie liever te vriend. 
In 1889 telde Rotterdam volgens de politie vijf bordelen en 79 overige huizen van ontucht. De duurdere bordelen bevonden zich eind 19e eeuw aan het Haringvliet.

## 20e eeuw: Zandstraatbuurt, Katendrecht
De Zandstraatbuurt (bijgenaamd ‘de Polder’) in het centrum van de stad was het uitgaanscentrum voor de lagere klassen en zeelieden, en was ook een internationaal vermaard prostitutiecentrum. Vele huizen hier, weliswaar vaak deerlijk verkrot, dienden als ‘knipje’ waar de seks werd bedreven in kamertjes verhuurd aan de prostituees.
Rond 1910 besloot het gemeentebestuur deze buurt af te breken om er een nieuw stadhuis en postkantoor te bouwen. Tippelprostituees trokken nu vooral naar de Schiedamsedijk, waar ze vooral zeelui trokken. Huiszittende prostituees trokken naar Katendrecht, ‘de Kaap’. De prostitues stonden er voor 1940 op straat voor hun deur en kregen er mannen op bezoek. Na het van kracht worden van het ‘bordeelverbod’ (WvS 250bis) in 1911 ontstonden in Rotterdam ook pseudo-tabakswinkels, door vrouwen gedreven.
Het bombardement van 1940 maakte een eind aan de prostitutie op de Schiedamsedijk. De prostitutie concentreerde zich nu geheel, dus inclusief tippelprostitutie, op Katendrecht. Het stadsbestuur was verheugd dat andere buurten van de stad nu de prostitutie bespaard bleef. Een caféprostituee bijgenaamd Tijger Annie werd in 1960, zeer dronken ruziënd op een hotelkamer aan de Rochussenstraat (Rotterdam-centrum) met de 19-jarige Willempje G., door hem gewurgd.

## 1970-1982: verdrijving seksindustrie Katendrecht
Rond 1970 kwamen op Katendrecht seksbioscopen en –theaters en –shops met schettermuziek en flikkerlichten. Jan van Oostenbrugge kocht een halve straat op en installeerde er prostituees. De buurtbewoners hadden last van deze ontwikkelingen en hielden acties. Rond die tijd verspreidde prostitutie zich ook naar andere Rotterdamse stadsdelen en omdat de gemeente daarover ongerust was verdedigde ze de Katendrechtse exploitanten van seksbedrijven tegenover de buurtbewoners.
In april 1971 klaagde wijkcomité Katendrecht in een open brief aan de gemeenteraad dat het bedrijf van de “toch nimmer uitroeibare prostitutie” in zijn wijk sterk was toegenomen zowel in aantal panden als in aantallen bedrijfsuren per dag, waarbij prostituees, prostitutieklanten en “profiteurs” zich agressief en intimiderend zouden gedragen jegens elkaar en jegens “normale”, “fatsoenlijke, hardwerkende” wijkbewoners, waarbij bewoners overlast zouden ervaren van condooms en vooral ’s nachts van autoverkeer, en waarbij de politie op diverse klachten onbevredigend zou reageren.
Het stadsbestuur beloofde in mei en november 1971 scherper politietoezicht en een tippelverbod bij daglicht. In 1972 lijkt de gemeente het aantal bordelen op Katendrecht te hebben bevroren op 105.
De voortdurende spanningen leidden in zomer 1973 tot een harde botsing tussen bewoners en seksindustrie, met vechtpartijen, brandstichting, bedreigingen en beschietingen. In februari 1975 besloten B en W om dan toch de prostitutie op Katendrecht in te perken en andere plekken in Rotterdam te zoeken voor prostitutie. Dit zou tot niets leiden (zie volgende paragraaf). Wel sloot de gemeente intussen in september 1977 vele seksclubs op Katendrecht. 
Na jaren van geharrewar werden in 1981 de laatste sekspanden op Katendrecht, de bordelen van Baars en Smits, dichtgetimmerd.
Feitelijk zijn de laatste prostituees pas begin jaren '90 vertrokken van Katendrecht, gedurende de gehele jaren '80 waren er nog enkele tientallen ramen in gebruik waar circa 60 dames werkzaam waren. Alle panden waren gelegen in de Atjehstraat

## 1971-’80: eroscentrum?
Tussen 1971 en 1980 deed de gemeente pogingen ergens een eroscentrum te stichten, op Katendrecht, of in Charlois, of rond de Wijnhaven, in het Poortgebouw, of als bordeelboten in de havens. 
De plannen leiden tot niets, mede door verzet van burgers, Witte Huis, Euromast, schippersinternaat Robbenoord en politiecommissaris. Uiteindelijk werd in 1980 een gemeentelijk plan voor bordeelboten in de havens door de Raad van State verboden wegens WvS art. 250bis (‘bordeelverbod’).

## 1972-1992: seksclubs, poging tot eroscentrum
Vanaf 1972 verplaatsten seksploitanten hun activiteiten, in de vorm van clubs en privé-huizen, naar andere wijken, met name Middelland-Zuid in Rotterdam-West. In 1982 probeerde seksploitant G. van Driel Vis aan de Keileweg een Eroscentrum te bouwen; omliggende bedrijven wisten de rechter hierover in 1983 een verbod te laten uitspreken. Vanaf 1987 bereidde de gemeente zelf een Eroscentrum, ‘vermaakcentrum’, aan de Keileweg voor met 50 prostituees, in afwachting van de in gang gezette afschaffing van WvS 250bis. De Raad van State beoordeelde echter in 1992 dat geplande sekscentrum als te grootschalig. Inmiddels bestond prostitutie in Rotterdam vooral in de vormen van clubs, escort-service en heroïnetippelprostitués . 

## Sinds 2000: legale sekshuizen
In oktober 2000 trad in Rotterdam een vergunningstelsel voor seksbedrijven in werking. In 2000 vroegen en kregen 87 bedrijven vergunning. Per oktober 2003 waren dat er nog 73.
Eind 2005 waren er nog 64 seksbedrijven vergund, waar in totaal ongeveer 350 prostituees werkten: 15 seksclubs met circa 130 vrouwen; 22 massage- en privé-huizen met circa 100 vrouwen; escortbedrijven met circa 25 prostituees; kamerverhuurders en sauna's en seks-/filmshops en SM-studio's en overige bedrijven met in totaal circa 100 prostituees. Daarnaast waren er 30 à 60 zelfstandig vanuit eigen huis werkende, niet vergunningplichtige, prostituees.
In het Scheepvaartkwartier waren vele animeerbars, die wegens de hiërarchische verhoudingen deels konden gelden als prostitutiebedrijf. Daarnaast zouden wellicht vele prostituees in overige illegale seksbedrijven werken.
Begin 2003 wilde het stadsbestuur opnieuw een gemeentelijk eroscentrum bouwen, vermoedelijk een straat of gebouw voor raamprostitutie, voor de 50 niet-verslaafde prostituees van tippelzone Keileweg (zie volgende paragraaf). Maart 2004 schrapte het stadsbestuur dat plan weer.
In 2007 stelde de gemeenteraad dat de 's-Gravendijkwal tussen Middelland en Oude Westen vele seksinrichtingen herbergde.

## Tippelprostitutie
Tot 1910 speelde tippelprostitutie zich vermoedelijk af in de Zandstraatbuurt. Toen die buurt werd afgebroken trokken de tippelprostituees vooral naar de Schiedamsedijk. Na het bombardement van 1940 trok de tippelprostitutie, net als de bordeelprostitutie, naar Katendrecht.

### Heroïne-tippelprostitutie
Sinds de jaren 1970 werd straatprostitutie in veel steden in Europa gekenmerkt door drugsverslaafde prostituees.
In de jaren 70 en 80 ontstonden in Rotterdam-West diverse sekspanden (zie boven), en gelijktijdig ontstond daar ook heroïne-tippelprostitutie. Al in 1980 klaagden bewonersorganisaties in de wijk Middelland over overlast daarvan, bijvoorbeeld van rondjes rijdende prostitutieklanten. In de jaren ’80 nam heroïne-tippelprostitutie in Nederland en in Rotterdam toe.

### Tippelzone De Jonghweg 1984-’94
In 1984 deed de Rotterdamse kantonrechter de uitspraak, verslaafde tippelprostituees voortaan niet of slechts licht te zullen bestraffen als Rotterdam niet zou overgaan tot het instellen van een gedoogzone. In juni ’84 wees dan de politie of het gemeentebestuur de G.J. de Jonghweg, aan de rand van de wijk Middelland-zuid, aan als onofficiële gedoogzone en in januari ’85 als officiële gedoogzone straatprostitutie. Op deze tippelzone was vanaf zeker moment ook het huiskamerproject ‘Keetje Tippel’ gevestigd in een bouwkeet.
In maart 1985 protesteerden bewoners van Middelland tegen de toegenomen prostitutieoverlast in hun wijk.
Eind 1985 was de klacht van bewoners en politie dat ook in de omgeving van tippelzone De Jonghweg getippeld zou worden. Ook de jaren daarna lijken omliggende wijken overlast te hebben gehad van de tippelzone. In 1989 tippelden op de zone volgens de gemeente 60 prostituees, volgens de politie echter 150. In 1993 tippelden volgens de projectleider van Keetje Tippel en volgens anderen in het hoogseizoen 150 prostituees op de zone. Wegens overlast besloot de gemeenteraad in november ’93 de zone te verplaatsen naar de Keileweg op een verlaten industrieterrein, twee kilometer westelijker.

### Tippelzone Keileweg 1994-2005
Op 1 november 1994 verplaatste de gemeente Rotterdam de tippelzone van de G.J. de Jonghweg naar de Keileweg, ondanks protesten uit de omliggende wijken Schiemond, Spangen en Bospolder/Tussendijken. Vanaf het begin was de kritiek van velen dat tippelzone Keileweg te klein was en daardoor gegarandeerd zou leiden tot uitwaaiering en overlast. Prostitutiedeskundige Marieke van Doorninck meent dat de gemeente Rotterdam zeker vanaf 1994 onvoldoende blijvende aandacht heeft besteed aan de tippelzone.
Zoals hierboven al gezegd: veel van de tippelprostituees in Rotterdam sinds de jaren 80 waren drugsverslaafd. Na opening van tippelzone Keileweg ontwikkelde de nabijgelegen Mathenesserbuurt met Marconiplein zich, volgens Trouw, tot centrum van drugshandel.
Na oktober 2000, door onder andere de opheffing van het bordeelverbod, opheffing van de visumplicht voor sommige Oostbloklanden, en een ‘schoonveegactie’ van de stad steeg het aantal (deels illegale) migranten-prostituees aan de Keileweg en concentreerden er zich de drugsdealers en andere junks en prostituees. In 2002 waren 300 van de 400 tippelprostituees drugsverslaafd.

### Sluiting Keileweg 2003-’05
In 2003 leidden deze ontwikkelingen behalve tot uitwaaiering van tippelprostitutie volgens het gemeentebestuur ook tot te veel criminaliteit. Eerst voerde Rotterdam een vergunningstelsel in voor de tippelaarsters, om overlast te beperken. Het college (Leefbaar Rotterdam, CDA en VVD) besloot vervolgens niet meer te willen meewerken aan de ‘mensonterende omstandigheden’ waaronder de prostituees aan de Keileweg werkten, voor eind 2005 alle ongeveer 170 verslaafde prostituees uit het drugscircuit te halen, en de ongeveer 50 niet-verslaafde prostituees onder te brengen in een nog te bouwen eroscentrum in de stad. In maart 2004 werd het plan voor het eroscentrum weer geschrapt.
Op 1 april 2005 werd de sluitingstijd van de zone vervroegd van 6 uur ’s ochtends tot 2 uur ’s nachts, en werd politietoezicht op de zone strenger. Daarna hadden bewoners van de wijk Spangen tippeloverlast, bijvoorbeeld van geschreeuw midden in de nacht, en bleek er ook op diverse andere plekken in heel Rotterdam te worden getippeld. Op 13 september 2005 werd de tippelzone Keileweg gesloten.
Vanaf dat moment was alle straatprostitutie in Rotterdam weer illegaal, zoals vóór juni 1984.